# 火口箱

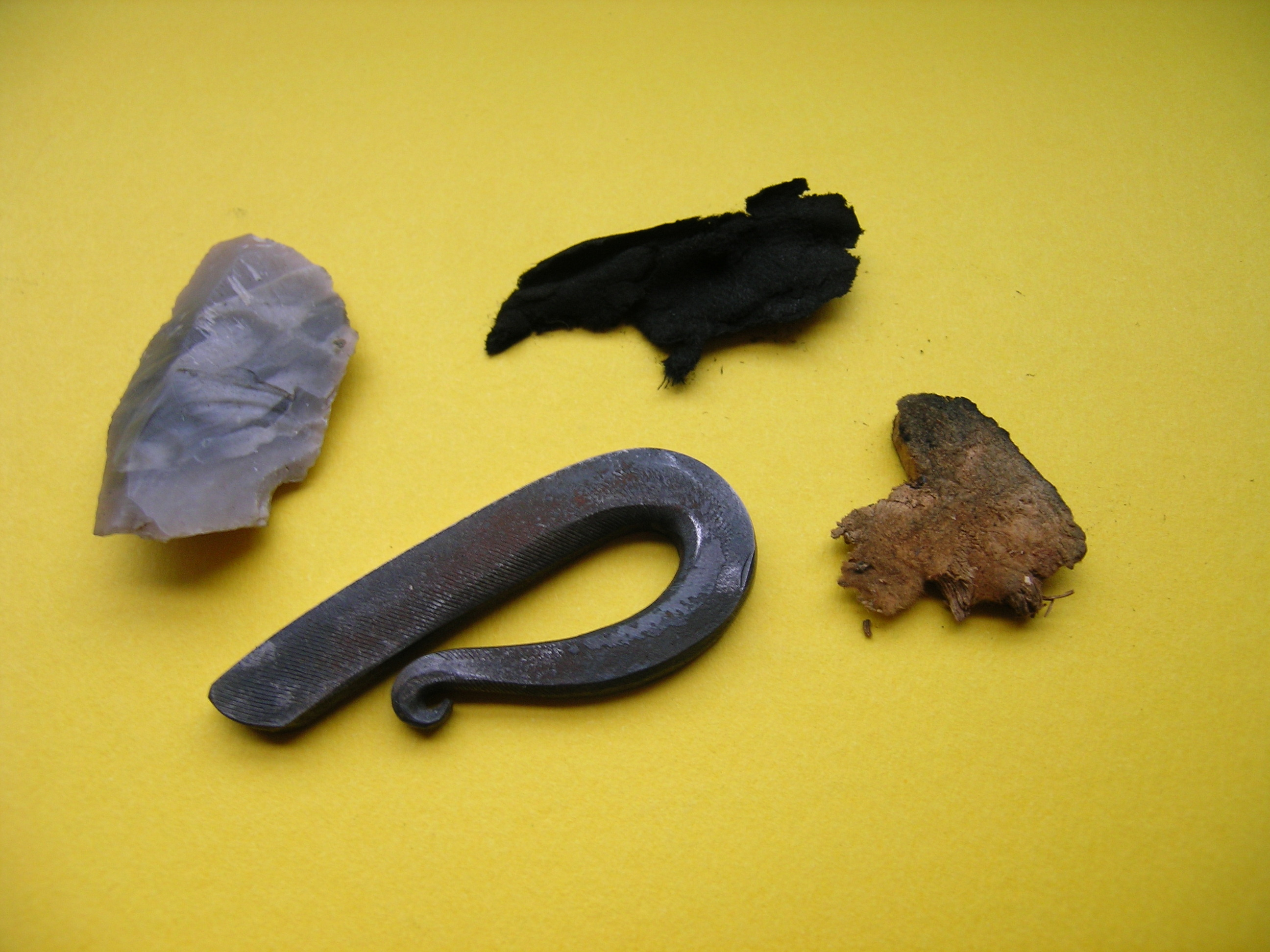
火口箱の中身。火打石と鉄片、消し炭など。

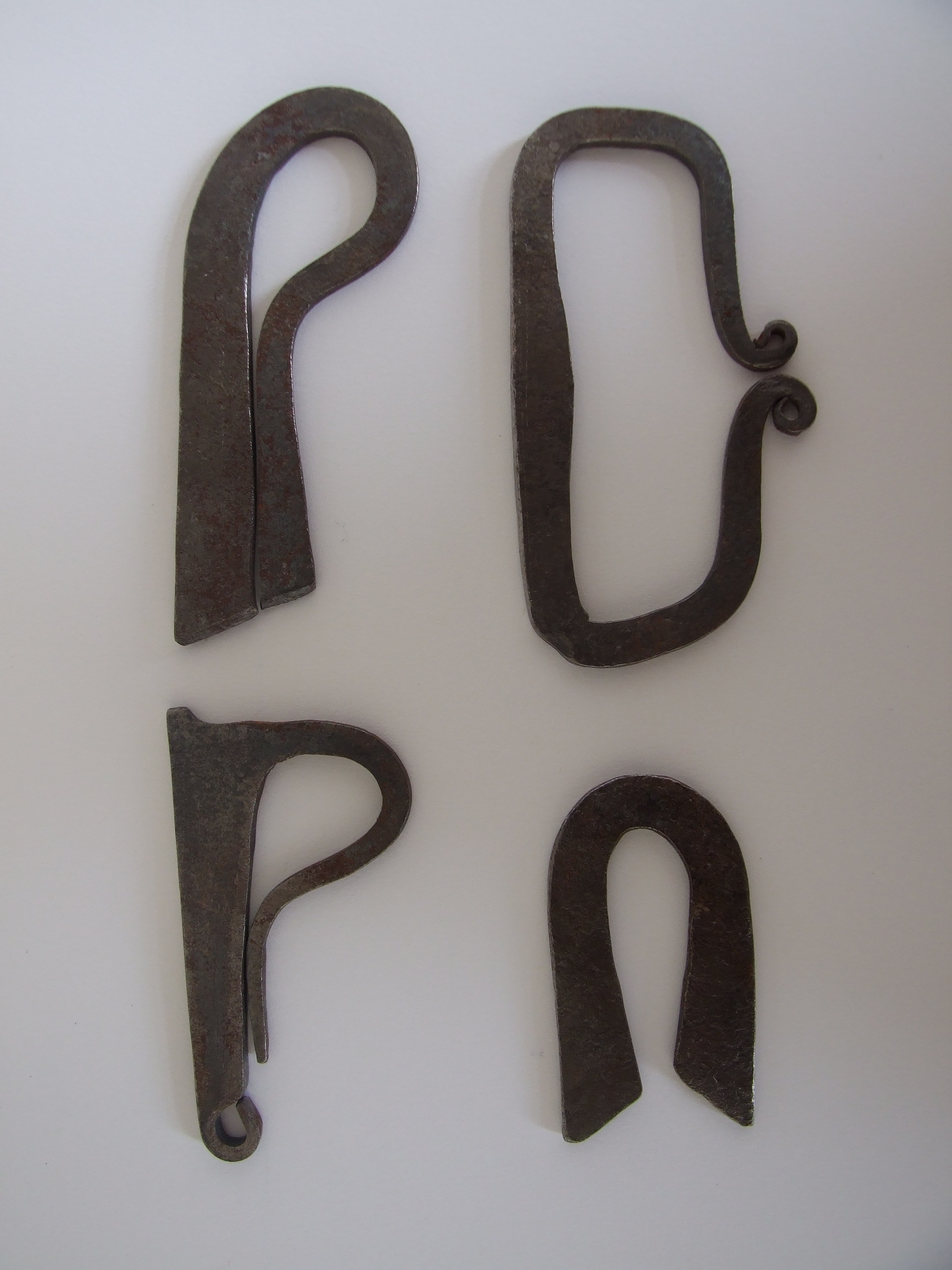
中世に使われた火打金

火口箱（ほくちばこ、英：tinderbox）は、火打石・火打金を使う火花式発火法で火を点けるための道具一式が入った箱。

## 概要
火口箱（燧箱、火打箱）は、発火のための道具一式が入った箱である。箱の中には、火打石（主に玉髄（めのう）や石英、チャート、フリントなどの角のある硬い石片）、火打金（ひうちがね）と呼ばれる鋼鉄片、小さな火花でも点火し火種を作る火口（ほくち。朽ち木などの消し炭や灰汁で処理したガマの穂綿など）、火種を炎にする硫黄附け木などが入っている。火口が収められる区画は他の道具とは分かれており、火種を押しつぶし空気を遮断するための落としぶたが付いていることが多い。携帯には燧袋（火打袋、ひうちぶくろ）や燧笥（ひうちげ）が使われた。

## 手順
火を起こすには、火打石と火打金を打ち合わせて火花を飛ばす。その火花を火口（ほくち）に落とすと火種ができる。

## 火口
ある種のキノコや朽ち木、麻や木綿などの消し炭のほか、灰汁や硝酸カリウム溶液などで処理した植物の綿毛やキノコなどが使われた。火種に附け木の先端を押しつけると、先端の硫黄が発火し、軸木に着火する。
- アマドゥ - アイスマンが持っていた事で有名、別名：ホクチタケ